# 重齿当归
重齿当归（学名：Angelica biserrata）又名重齿毛当归，是伞形科当归属的植物，是中国的特有植物。分布在中国大陆的江西、湖北、四川、安徽、浙江等地，生长于海拔1,000米至2,000米的地区，多生长于林下草丛中、阴湿山坡或稀疏灌丛中。

## 别名
香独活、独活（浙江）、绩独活（安徽）、大活、山大活（湖北）、川独活、肉独活（四川、陕西、药材名）、资邱独活、巴东独活、恩施独活（湖北药材名）、玉活（江西）

## 外部連結
- 獨活 Duhuo （页面存档备份，存于） 中藥材圖像數據庫 (香港浸會大學中醫藥學院)